# Ammobatoides
Ammobatoides är ett släkte av bin som ingår i familjen långtungebin.

## Beskrivning
Arterna i släktet är något mindre än honungsbin, med en kroppslängd på 10 till 12 mm. Bakkroppen är röd med en svart spets hos honan, helt svart hos hanen, och nästan helt enfärgad, utan teckningar. Hanen kan också kännas igen på sina stora ögon.

## Ekologi
De ingående arterna är solitära, det vill säga ickesociala bin, de saknar kaster som drottningar, drönare och arbetare. De är dessutom så kallade boparasiter; honan lägger ägg i andra solitära bins bon, ett i varje larvcell. De drabbade bina är vanligtvis medlemmar av släktet Melitturga, som tillhör familjen grävbin. Flygtiden är i juni till juli, när deras värdbin också är aktiva.

## Utbredning
Utbredningsområdet sträcker sig från Nordafrika (förutom enstaka isolerade fynd i Sydafrika) och delar av Sydeuropa (Iberiska halvön, Frankrike) genom Centraleuropa, Turkiet och Ryssland till Centralasien. I norr når släktet Tyskland.

## Ingående arter
Kladogram enligt Catalogue of Life och Discover Life:
| Ammobatoides | \| \| Ammobatoides abdominalis (Eversmann, 1852) \| \| \| \| \| \| Ammobatoides luctuosus (Friese, 1911) \| \| \| \| \| \| Ammobatoides okalii Kocourek, 1990 \| \| \| \| \| \| Ammobatoides radoszkowskii Proshchalykin & Lelej, 2014 \| \| \| \| \| \| Ammobatoides rubescens Bischoff, 1923 \| \| \| \| \| \| Ammobatoides schachti Schwarz, 1988 \| \| \| \| \| \| Ammobatoides scriptus (Gerstäcker, 1869) \| \| \| \| |
|              | \| \| Ammobatoides abdominalis (Eversmann, 1852) \| \| \| \| \| \| Ammobatoides luctuosus (Friese, 1911) \| \| \| \| \| \| Ammobatoides okalii Kocourek, 1990 \| \| \| \| \| \| Ammobatoides radoszkowskii Proshchalykin & Lelej, 2014 \| \| \| \| \| \| Ammobatoides rubescens Bischoff, 1923 \| \| \| \| \| \| Ammobatoides schachti Schwarz, 1988 \| \| \| \| \| \| Ammobatoides scriptus (Gerstäcker, 1869) \| \| \| \| |
|              | Ammobatoides abdominalis (Eversmann, 1852) |
|              | |
|              | Ammobatoides luctuosus (Friese, 1911) |
|              | |
|              | Ammobatoides okalii Kocourek, 1990 |
|              | |
|              | Ammobatoides radoszkowskii Proshchalykin & Lelej, 2014 |
|              | |
|              | Ammobatoides rubescens Bischoff, 1923 |
|              | |
|              | Ammobatoides schachti Schwarz, 1988 |
|              | |
|              | Ammobatoides scriptus (Gerstäcker, 1869) |
|              | |